# Louise-Élisabeth de Courlande
Louise-Élisabeth de Courlande née le 12 août 1646 à Jelgava et décédée le 16 décembre 1690 à Weferlingen est une princesse de la famille Kettler qui règne sur la Courlande.

## Biographie
Louise-Élisabeth est la fille de Jacob Kettler (1610-1662) de son mariage avec Louise-Charlotte de Brandebourg (1617-1676), fille de Georges-Guillaume Ier de Brandebourg.
Le 23 octobre 1670 à Cölln, elle épouse Frédéric II de Hesse-Hombourg, le fameux Prince de Hombourg. Frédéric s'est converti au Calvinisme pour ce mariage. Cette conversion lui permet d'avoir des relations proches avec la famille de Brandebourg et les Hesse-Cassel, qui sont aussi calvinistes. La sœur de Louise-Élisabeth Amélie de Courlande épouse Charles Ier de Hesse-Cassel en 1673. Louise-Élisabeth est la nièce de Frédéric-Guillaume Ier de Brandebourg, ce qui permet à Frédéric de rejoindre l'armée prussienne et de devenir commandant en chef des troupes de l'Électorat en 1672.
Louise-Élisabeth joue un rôle important dans l'installation de Huguenots et vaudois à Friedrichsdorf et Dornholzhausen et à la formation de congrégations calvinistes à Weferlingen et Bad Homburg.

## Enfants
- Charlotte-Dorothée-Sophie de Hesse-Hombourg (17 juin 1672 – 29 août 1738), épouse en 1644 le duc Jean-Ernest III de Saxe-Weimar ;
- Frédéric III Jacques (19 mai 1673 – 8 juin 1746), landgrave de Hesse-Hombourg ;
- Charles-Christian (1674-1695), tué au siège de Namur ;
- Hedwige-Louise de Hesse-Hombourg (2 mars 1675 – 14 mars 1760), épouse en 1718 le comte Adam-Frédéric de Schlieben ;
- Philippe (1676-1703), tué à la bataille de Spire ;
- Wilhelmine-Marie (1678-1770), épouse en 1711 le comte Antoine II d'Aldenbourg ;
- Éléonore-Marguerite (23 septembre 1679 – 24 septembre 1763), diaconesse à Herford ;
- Élisabeth-Françoise (1681-1707), épouse en 1702 le prince Frédéric-Guillaume Ier de Nassau-Siegen ;
- Jeanne-Ernestine (1682-1698) ;
- Ferdinand (1683-1683) ;
- Charles-Ferdinand (1684-1688) ;
- Casimir-Guillaume (1690-1726).